# Амэмия, Такэси
Такэси Амэмия (яп. 雨宮健 Амэмия Такэси, 29 марта 1935, Токио) — японский экономист.
Бакалавр (1958) Токийского университета; магистр (1961) Американского университета (Вашингтон), доктор философии (1964) университета Джонса Хопкинса. Эмерит-профессор Стэнфордского университета.
Академик Американской академии искусств и наук (с 1985 года).

## Основные произведения
- «Продвинутый курс эконометрии» (англ. Advanced Econometrics, 1985);
- «Введение в статистику и эконометрию» (англ. Introduction To Statistics And Econometrics, 1994).